# Precinct de Willisville
Le precinct de Willisville est un precinct électoral du comté de Perry dans l'Illinois, aux États-Unis. En 2010, ce precinct comptait une population de 968 habitants.